# Ça casse à Caracas
Pour plus de détails, voir Fiche technique et Distribution.
Ça casse à Caracas (Inferno a Caracas) est un film d'espionnage franco-italo-ouest-allemand de Marcello Baldi, sorti en 1966.

## Synopsis
Une bande de trafiquants d'héroïne enlève la fille d'un magnat du pétrole. Le pétrolier confie la recherche à un agent secret. Le gang, en plus d'exiger une grosse somme d'argent, menace de provoquer l'enfer à Caracas en sapant les puits de pétrole marins.

## Fiche technique
Sauf indication contraire, les informations mentionnées dans cette section peuvent être confirmées par la base de données cinématographiques IMDb,  présente dans la section « Liens externes ».
- Titre original italien : Inferno a Caracas[1]
- Titre allemand : Fünf vor 12 in Caracas[2]
- Titre français : Ça casse à Caracas ou Enfer à Caracas[3]
- Réalisation : Marcello Baldi
- Scénario : Marcello Baldi, Lionello De Felice, Giovanni Simonelli (it), Karl-Heinz Vogelmann
- Photographie : Rolf Kästel
- Montage : Herbert Taschner (de)
- Musique : Piero Umiliani
- Trucages : Massimo Giustini
- Sociétés de production : Produzioni Europee Associate (Rome), Rapid-Film (Munich), Metheus Film (Rome), Société Nouvelle de Cinématographie (Paris)[1]
- Pays de production :  Italie -  Allemagne de l'Ouest -  France
- Langue originale : italien
- Format : Couleurs par Eastmancolor - 2,35:1 - Son mono - 35 mm
- Genre : Espionnage[3]
- Durée : 90 minutes[1]
- Date de sortie :
  - Allemagne de l'Ouest : 9 septembre 1966
  - Italie : octobre 1966
  - France : 28 juin 1967[3]

## Distribution
- George Ardisson : Jeff Milton
- Pascale Audret : Florence
- Christa Linder : Helen Remington
- Luciana Angiolillo : Signora Violet Watson
- Patrick Bernhard : Le premier ravisseur
- Sal Borgese : Le second ravisseur
- María Julia Díaz : Dolores del Santos
- Marion Grant : Gloria
- Josep Castillo Escalona : Inspecteur Sabana
- Andrés Pascual Valeriano : Randolf Remington
- Harald Leipnitz : Alan Shepperton
- Horst Frank : Dr. Soarez